# Naturschutzgebiet Riedbachaue
Das Naturschutzgebiet Riedbachaue erstreckt sich westlich der Stadt Leichlingen (Rheinland). Es reicht bis an die Bundesautobahn 3. Nördlich grenzt es an die Immigrather Straße. Südlich liegt die Grenze im Bereich der Straße Am Förstchens Busch. Es wird durchflossen vom Galkhauser Bach, der hier Riedbach genannt wird. Das Naturschutzgebiet ist Bestandteil der Bergischen Heideterrasse.

## Beschreibung
Es handelt sich um Wiesen und Weiden mit unterschiedlicher Standortfeuchte. Die Grünlandflächen sind durchzogen von Feuchtgräben, die von Hochstaudenfluren oder Riedgras umsäumt sind. Dazwischen gibt es strukturreiche Gehölzbestände, wie zum Beispiel Feldgehölze, Hecken, Baumreihen und landschaftsprägende Einzelbäume. Im südlichen Bereich gibt es ältere Bestände eines Auwalds. Das Gebiet steht in räumlicher Nähe zum südlich gelegenen Naturschutzgebiet Grünland- und Waldflächen bei Rothenberg, sowie dem westlich der BAB gelegenen NSG Further Moor und hat damit herausragende Bedeutung im Biotopverbund.
Bei Kartierungen des Gebietes wurden u. a. folgende z. T. lt. Roter Liste (RL mit Einstufung)  seltene und besonders schützenswerte Pflanzenarten gefunden: Braun-Segge (Carex nigra) (RL 3), Kuckucks-Lichtnelke (Lychnis flos-cuculi), Sumpf-Dotterblume (Caltha palustris) (RL 3), Sumpf-Schafgarbe (Achillea ptarmica) (RL V), Sumpf-Schwertlilie (Iris pseudacorus), Zweizeilige Segge (Carex disticha) (RL 3).
An bemerkenswerten Tierarten wurden die lt. Roter Liste extrem gefährdeten Arten Kiebitz (RL 1) und Mädesüß-Perlmuttfalter (RL 0) gefunden, zudem Kleinspecht (RL 3), Teichrohrsänger (RL V), Grasfrosch, Teichmolch und Bergmolch.

## Schutzzwecke
Das Gebiet wird zur Erhaltung, Entwicklung und Sicherung des Riedbaches und seiner gehölzreichen Auenbereiche, Feucht- und Nassfluren, Riedgrasbestände und Röhrichte geschützt. Die landschaftsbildprägenden Gehölzbestände dienen als Lebens- und Rückzugsraum zahlreicher, teilweise in ihrem Bestand bedrohten Tier- und Pflanzenarten und deren Lebensgemeinschaften, insbesondere Vögel, Amphibien und Wirbellose. Der Schutz dient besonders den folgenden Zwecken:
- Erhaltung und Sicherung der geschützten Biotope: Seggen und binsenreiche Nasswiesen, Sümpfe, Röhrichte und Binnengewässer.
- Sicherung der Funktion als Biotopverbundfläche.
- Erhaltung und Entwicklung des Landschaftsraums in seiner Eigenart und Schönheit.
- Schutz, Pflege und Entwicklung der an Feucht- und Nassfluren sowie Riedgrasbestände und Röhrichte gebundenen Lebensgemeinschaften.[2]

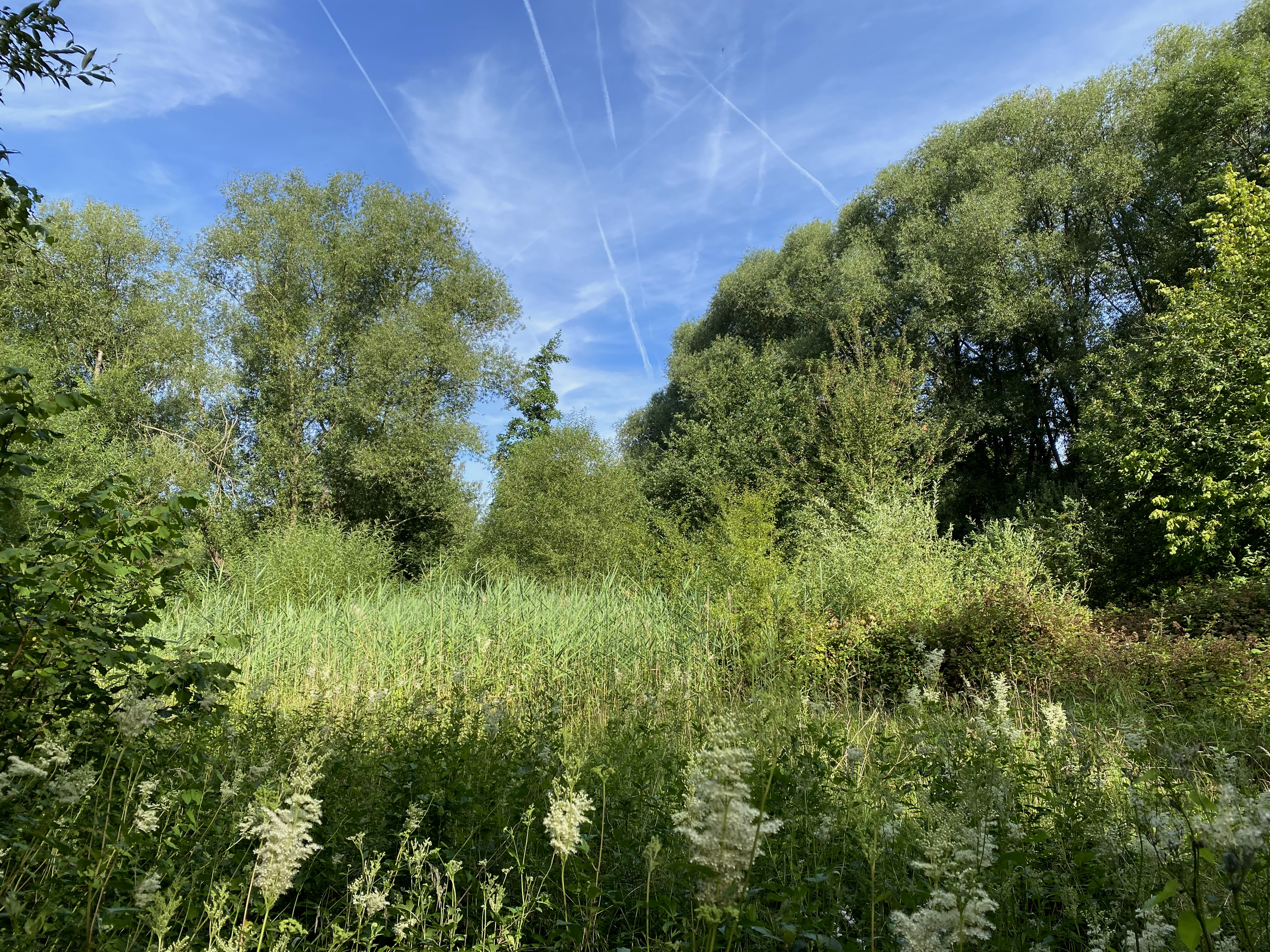
Madesüß und Schilf im nördlichen Bereich der Riedbachaue (Pflege: Offenland-Stiftung[7])
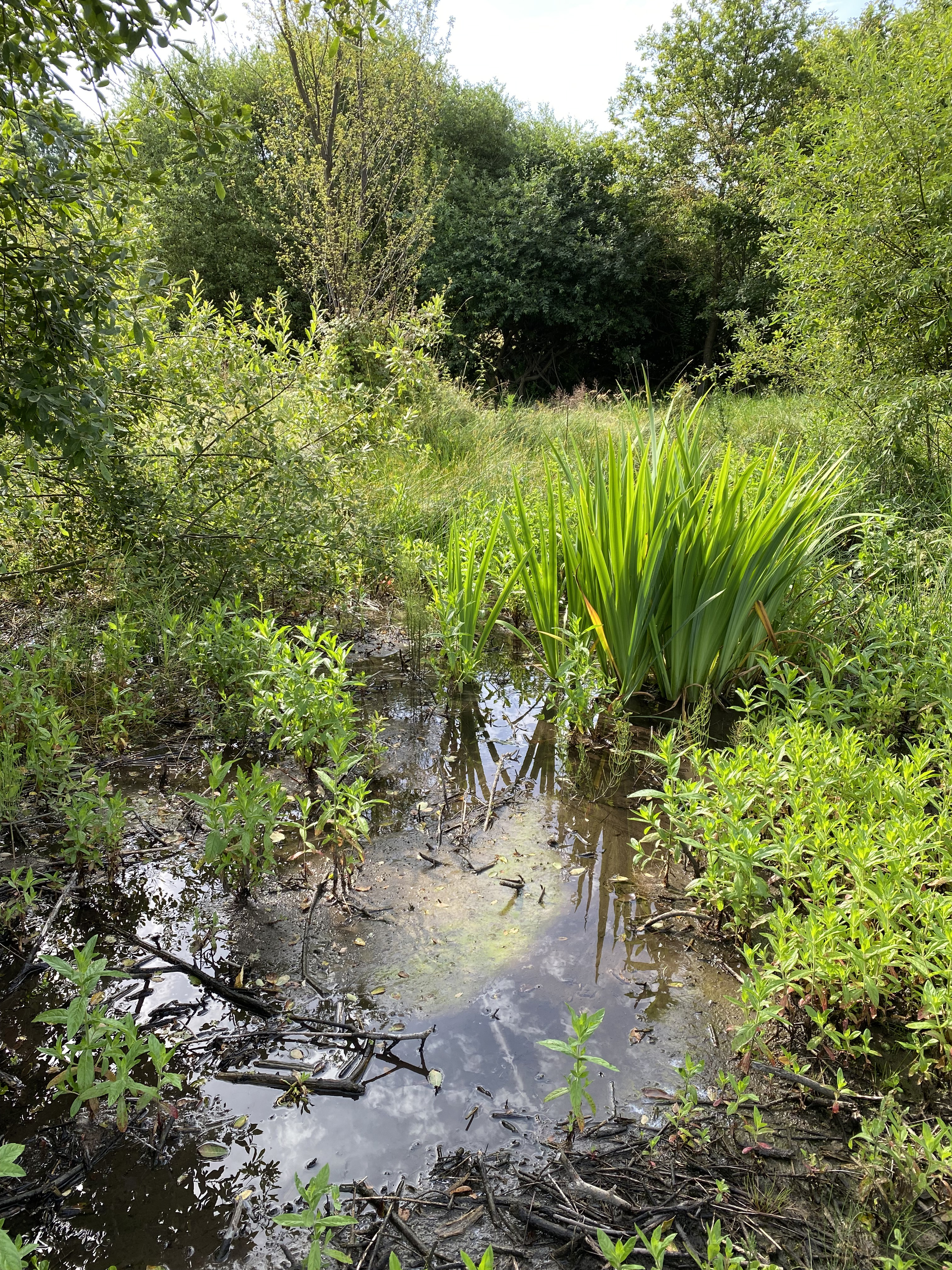
Sumpfige Riedbachaue im Nordteil des NSG
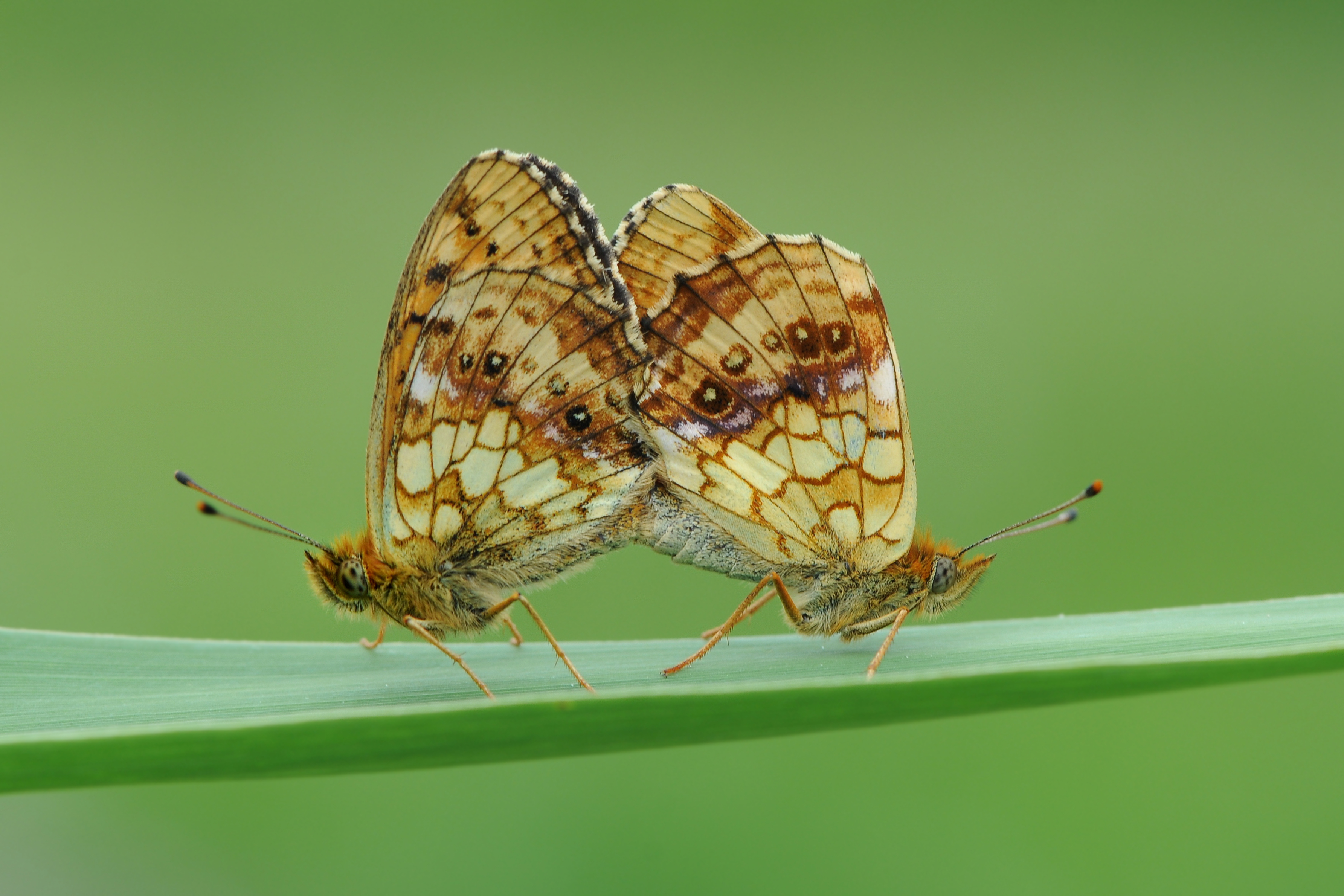
Der seltene Mädesüß-Perlmuttfalter ist in der Riedbachaue heimisch
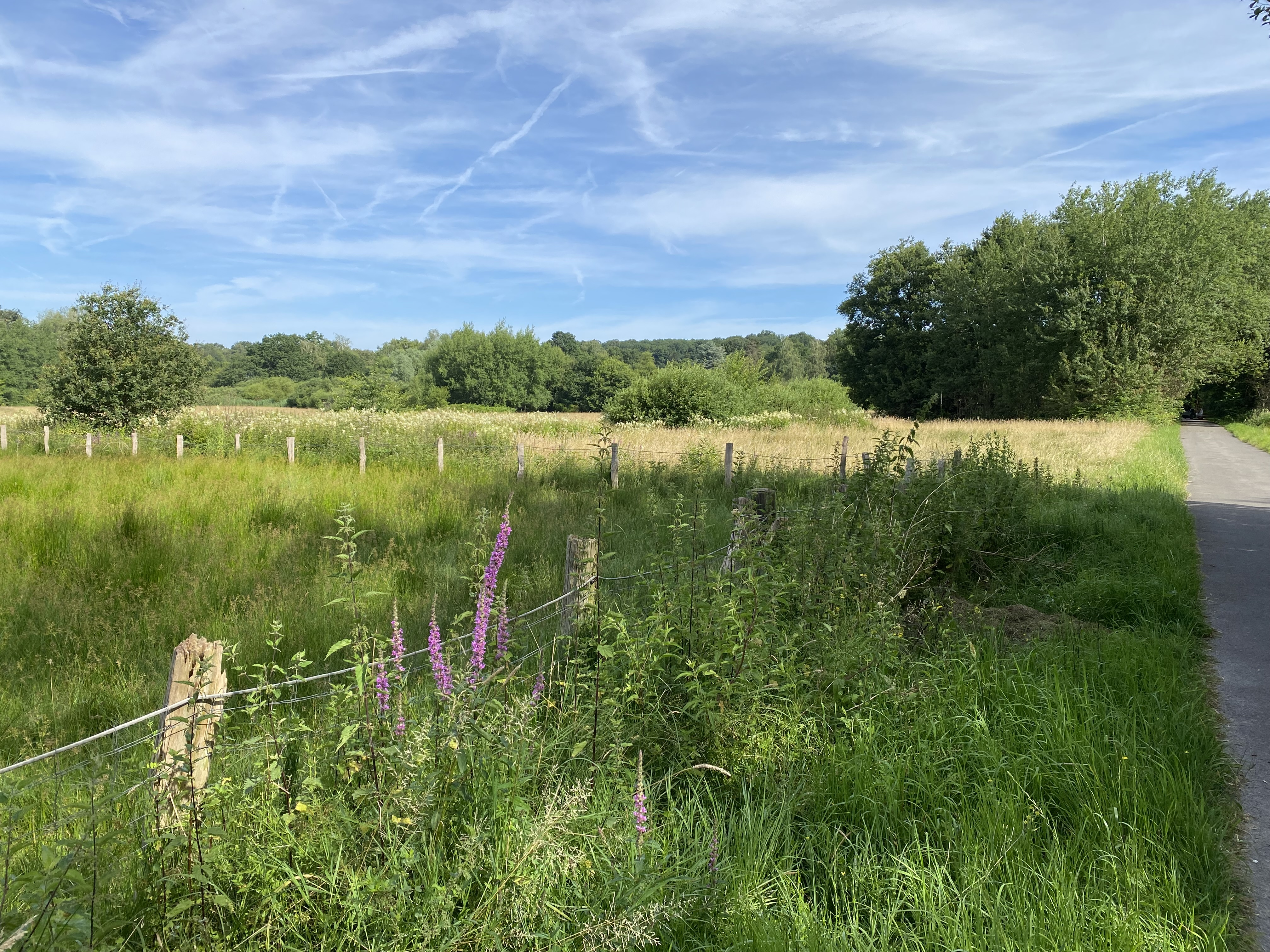
Große zentrale Grünfläche im NSG
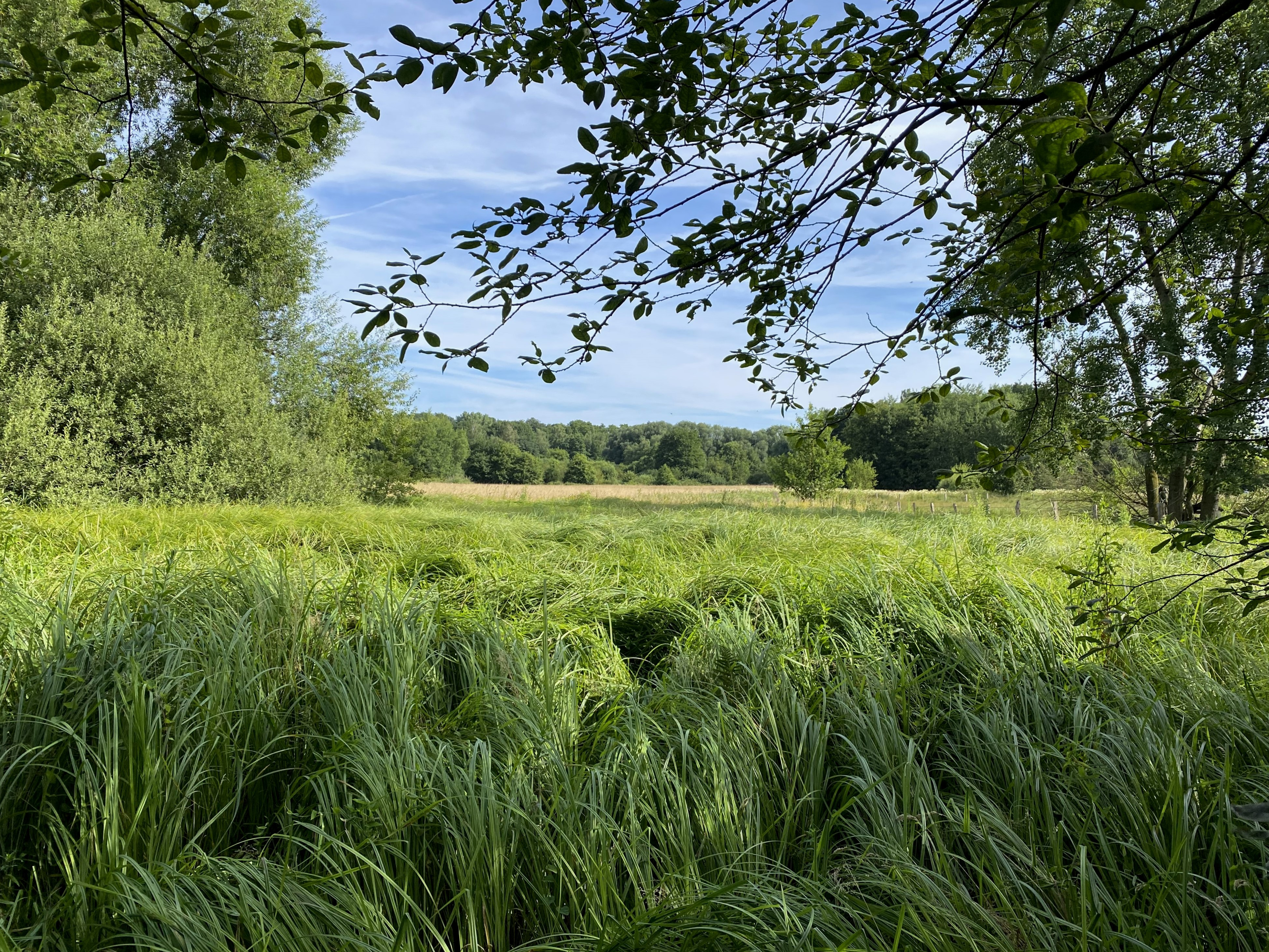
Großes Seggenried am Brucher Weg
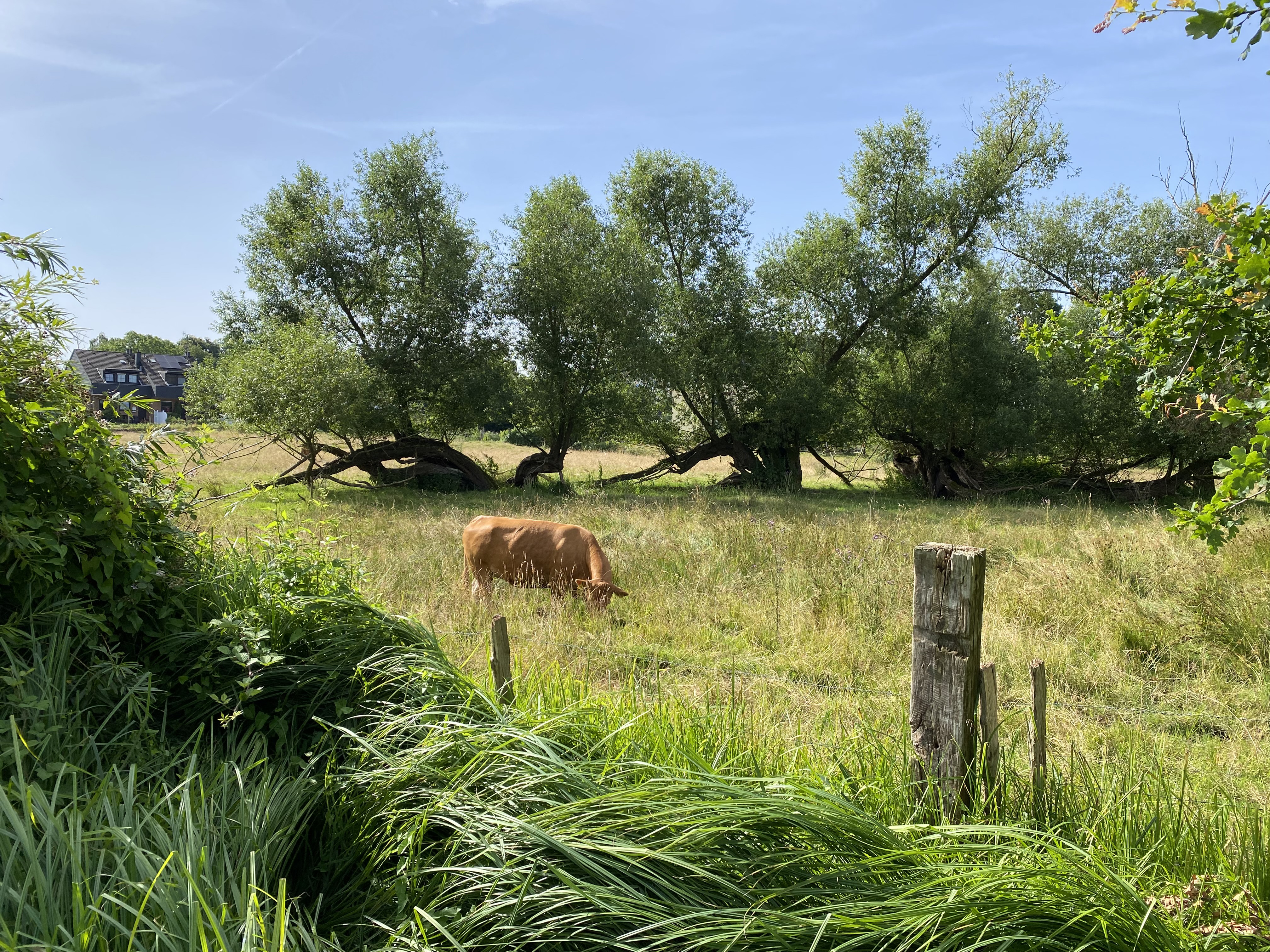
Extensiv beweidete Wiese mit alten Weiden am Brucher Weg
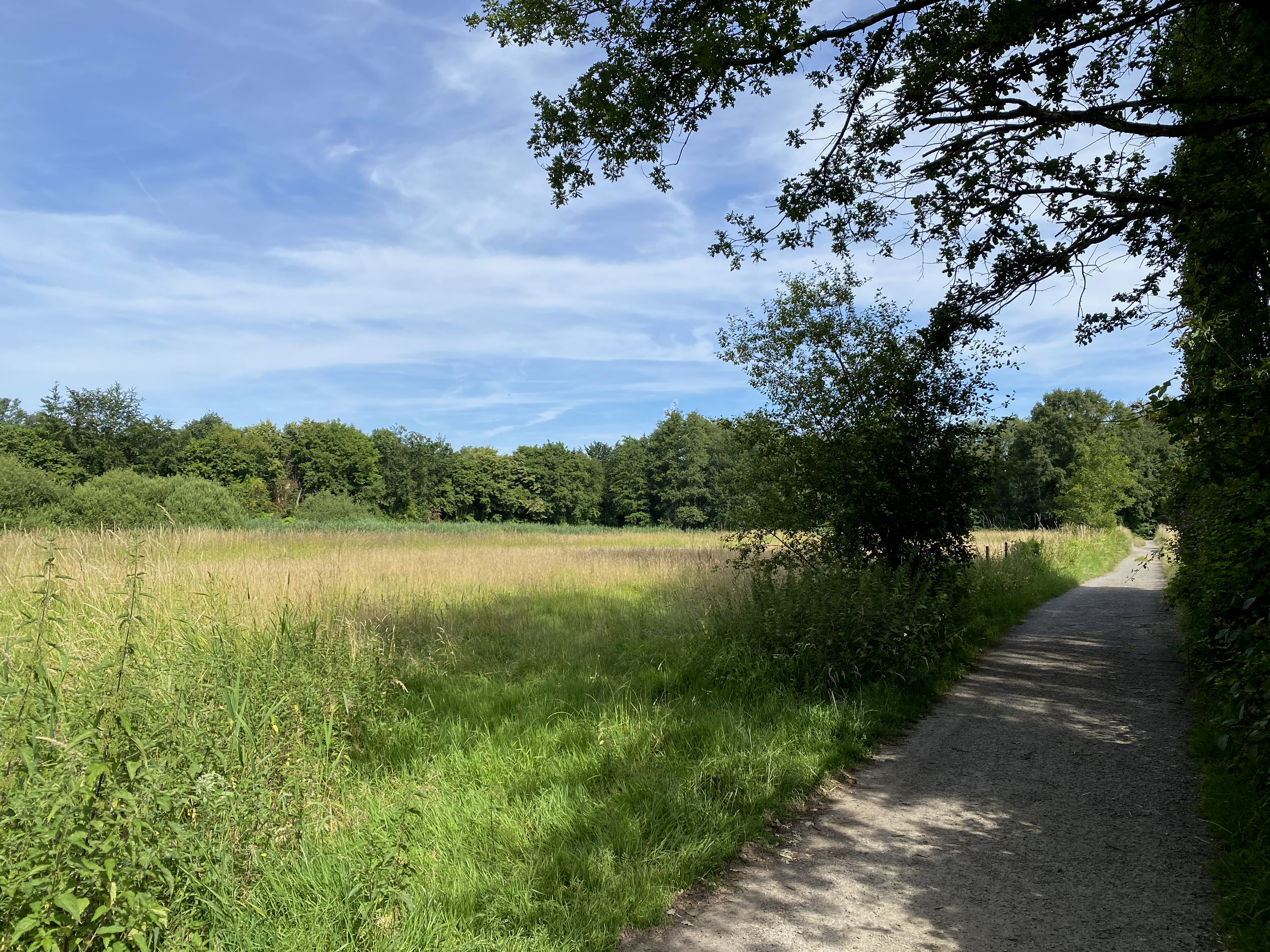
Südwestlichste Fläche im NSG
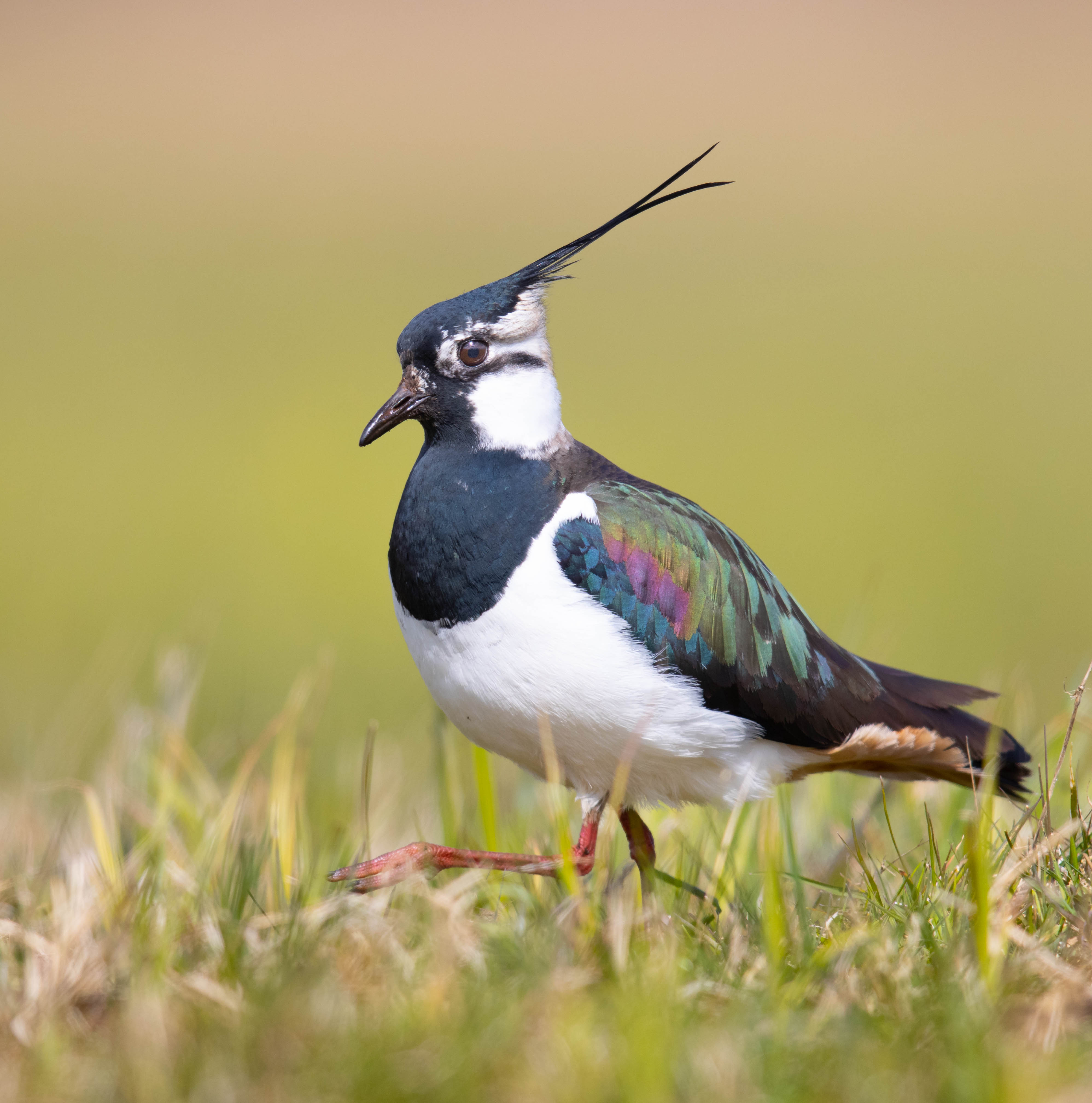
Die Riedbachaue ist einer der wenigen regionalen Brutplätze für den gefährdeten Kiebitz
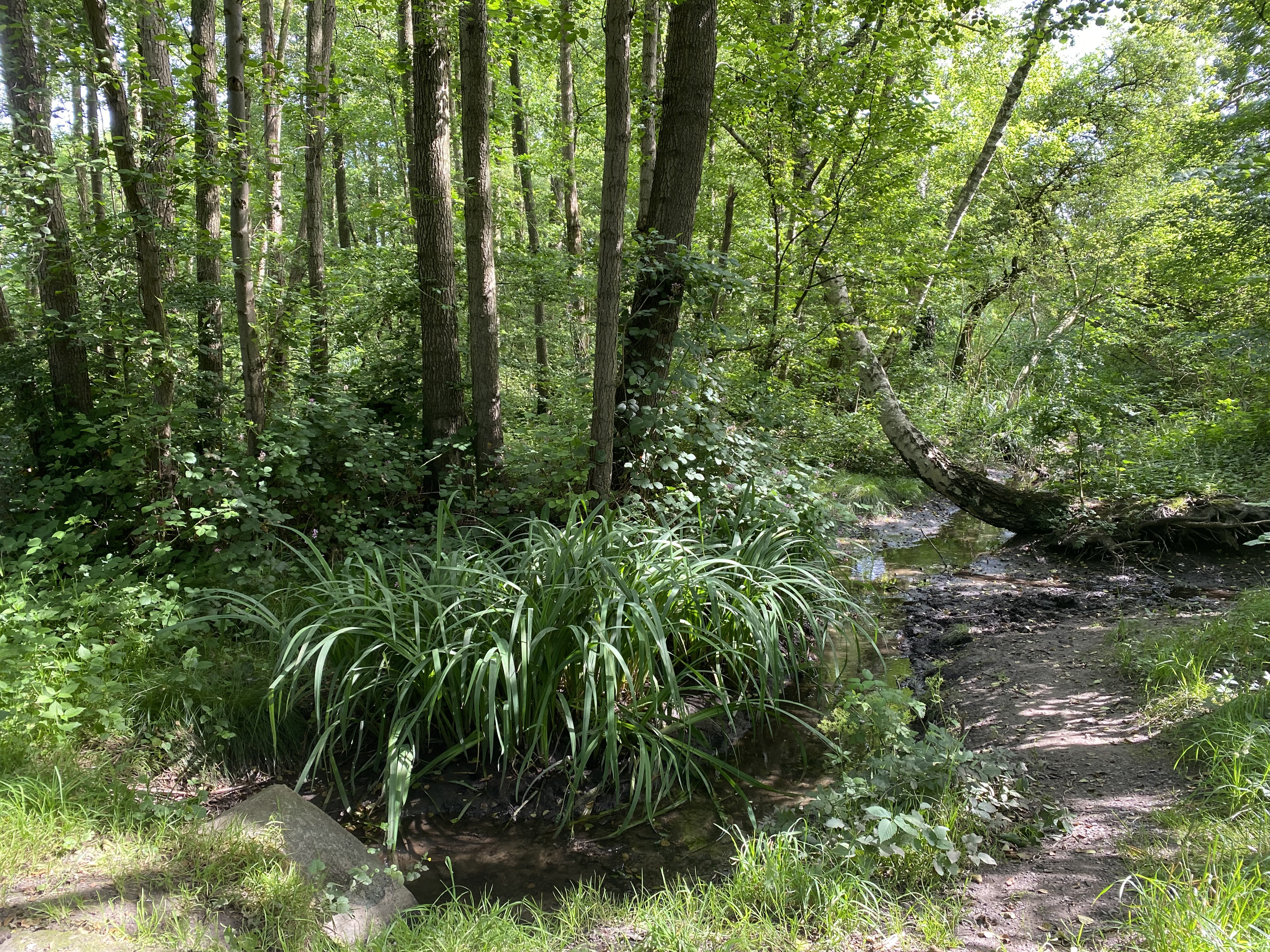
Galkhausener Bach mit feuchten Weiden-/Moorbirken-Erlenwald (südwestl. Fläche)
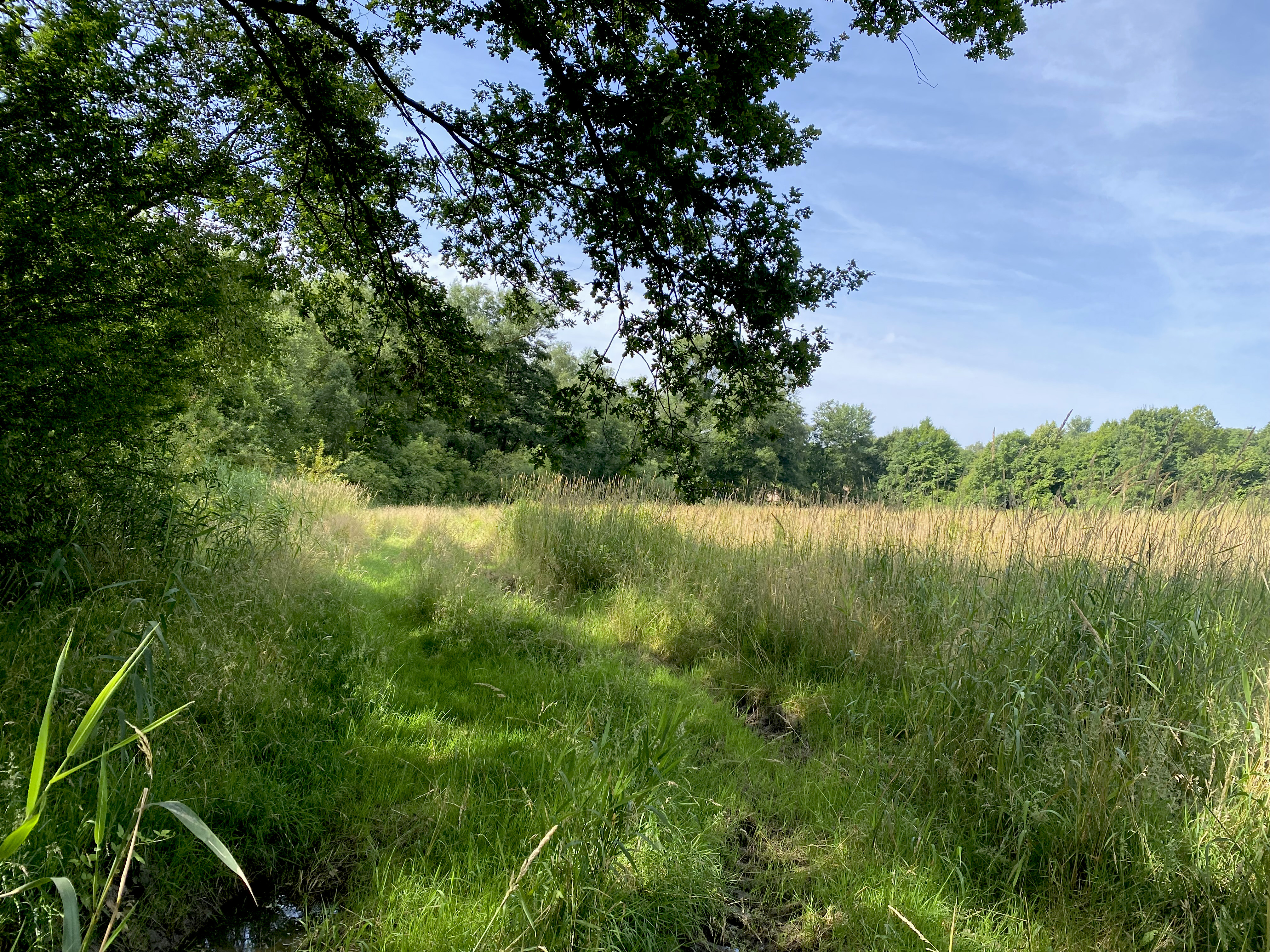
Südwestl. Bereich an der L 288 / A3 – links grenzt feuchter Moorbirken-/Erlenwald an